# Karel Kachyňa
Karel Kachyňa (Vyškov, 1924. május 1. – Říčany, 2004. március 12.) cseh filmrendező, forgatókönyvíró.

## Élete
A Prágai Színművészeti Akadémia Film és Televízió Karán (FAMU – Filmová a televizní fakulta Akademie múzických umění v Praze) szerzett diplomát. Kezdetben főként dokumentumfilmeket készített. Az 1960-as években a cseh új hullám egyik képviselője volt többek között Miloš Formannal, Jiří Menzellel és Věra Chytilovával. Az ebben az időszakban filmjeit – Éljen a köztársaság! (Ať žije republika), Szekérrel Bécsbe (Kočár do Vídně), Noc nevěsty – 1968 után betiltotta a cenzúra. A fül (Ucho) című filmjének 1970-es filmjét is betiltották és csak húsz év múlva 1990-ben kerülhetett bemutatásra. Összesen több mint 70 játék-, televíziós és dokumentumfilm megalkotója volt, és több mint 40 forgatókönyv írója. A leghíresebb művei, az 1960-as években készült filmek mellett olyan filmeket rendezett, mint az 1980-ban bemutatott Szerelmek, esőcseppek (Lásky mezi kapkami deště) vagy az 1987-es A gyönyörű őzek halála (Smrt krásných srnců), amely Ota Pavel könyve alapján készült. Az 1990-es években Az utolsó pillangó (Poslední motýl) (1991), A tehén – Egy kalandos hétköznapi élet (Kráva) (1994), Fany (1995) filmjei kerültek bemutatásra az utolsó mozifilmjével az 1999-es Hanele cíművel.
Az 1970-es években Bohumil Hrabal megbízta őt az egyik leghíresebb regényének, az Őfelsége pincére voltam (Obsluhoval jsem anglického krále) megfilmesítésével, de később Hrabal ilyen jogokat Jiří Menzelnek is adott. Kachyňa végül sohasem készítette el a filmet. 2004-es halála után 2006-ban mutatták be a filmet Jiří Menzel rendezésben.

## Filmjei

### Rendezőként
Mozifilmek
| Év   | Film                                                    | Rendező | Forgatókönyvíró | Megjegyzés                      |
| ---- | ------------------------------------------------------- | ------- | --------------- | ------------------------------- |
| 1955 | Ma este minden véget ér (Dnes večer všechno skončí)     | Igen    |                 |                                 |
| 1956 | Elveszett nyom (Ztracená stopa)                         | Igen    | Igen            |                                 |
| 1958 | Akkor karácsonykor (Tenkrát o Vánocích)                 | Igen    | Igen            |                                 |
| 1959 | Ingovány (Král Šumavy)                                  | Igen    | Igen            |                                 |
| 1960 | Práče                                                   | Igen    | Igen            |                                 |
| 1961 | Béklyók (Pouta)                                         | Igen    | Igen            |                                 |
| 1962 | Trápení                                                 | Igen    | Igen            |                                 |
| 1963 | Szédülés (Závrať)                                       | Igen    | Igen            |                                 |
| 1964 | Naděje                                                  | Igen    | Igen            |                                 |
| 1964 | A magas fal (Vysoká zeď)                                | Igen    | Igen            |                                 |
| 1965 | Éljen a köztársaság! (Ať žije republika)                | Igen    | Igen            |                                 |
| 1966 | Szekérrel Bécsbe (Kočár do Vídně)                       | Igen    | Igen            |                                 |
| 1967 | Noc nevěsty                                             | Igen    | Igen            |                                 |
| 1968 | Vánoce s Alžbětou                                       | Igen    | Igen            |                                 |
| 1968 | Az én bolondos familiám (Naše bláznivá rodina)          | Igen    |                 | Jan Valášekkel közösen rendezte |
| 1969 | Egy különös úr (Směšný pán)                             | Igen    | Igen            |                                 |
| 1970 | A fül (Ucho)                                            | Igen    | Igen            | 1990-ben mutatták be            |
| 1971 | Ismét átugrom a pocsolyákat (Už zase skáču přes kaluže) | Igen    | Igen            |                                 |
| 1972 | A nagy mesemondó titka (Tajemství velikého vypravěče)   | Igen    | Igen            |                                 |
| 1972 | Egy vonat az ég állomásra (Vlak do stanice Nebe)        | Igen    | Igen            |                                 |
| 1973 | Szerelmesek (Láska)                                     | Igen    | Igen            |                                 |
| 1974 | Pavlínka                                                | Igen    | Igen            |                                 |
| 1974 | Csata a havasokban (Horká zima)                         | Igen    | Igen            |                                 |
| 1974 | Robinson lány (Robinsonka)                              | Igen    |                 |                                 |
| 1975 | Falusi ballada (Škaredá dědina)                         | Igen    | Igen            |                                 |
| 1976 | A kis hableány (Malá mořská víla)                       | Igen    | Igen            |                                 |
| 1977 | A légy halála (Smrt mouchy)                             | Igen    | Igen            |                                 |
| 1978 | Júliusi találkozás (Setkání v červenci)                 | Igen    | Igen            |                                 |
| 1978 | Ess, eső, ess! (Čekání na déšť)                         | Igen    | Igen            |                                 |
| 1980 | Szerelmek, esőcseppek (Lásky mezi kapkami deště)        | Igen    | Igen            |                                 |
| 1981 | Vadászkunyhó (Cukrová bouda)                            | Igen    | Igen            |                                 |
| 1982 | Vigyázz, jön a vizit! (Pozor, vizita!)                  | Igen    | Igen            |                                 |
| 1983 | Fele-barát-nőm (Fandy, ó Fandy)                         | Igen    | Igen            |                                 |
| 1984 | Nővérkék (Sestřičky)                                    | Igen    | Igen            |                                 |
| 1986 | Jó megvilágítás (Dobré světlo)                          | Igen    | Igen            |                                 |
| 1987 | A gyönyörű őzek halála (Smrt krásných srnců)            | Igen    | Igen            |                                 |
| 1988 | Kam, pánové, kam jdete?                                 | Igen    |                 |                                 |
| 1988 | Blázni a děvčátka'                                      | Igen    | Igen            |                                 |
| 1989 | Kihirdettetik a szerelmetek (Oznamuje se láskám vašim)  | Igen    | Igen            |                                 |
| 1991 | Az utolsó pillangó (Poslední motýl)                     | Igen    | Igen            |                                 |
| 1994 | A tehén – Egy kalandos hétköznapi élet (Kráva)          | Igen    | Igen            |                                 |
| 1995 | Fany                                                    | Igen    |                 |                                 |
| 1999 | Hanele                                                  | Igen    |                 |                                 |

Tv-filmek
| Év   | Film                                                         | Rendező | Forgatókönyvíró | Megjegyzés |
| ---- | ------------------------------------------------------------ | ------- | --------------- | ---------- |
| 1979 | Zlatí úhoři                                                  | Igen    | Igen            |            |
| 1982 | Bárányszámláló (Počítání oveček)                             | Igen    | Igen            |            |
| 1982 | Velký případ malého detektiva a policejního psa Kykyna       | Igen    |                 |            |
| 1985 | Duhová kulička                                               | Igen    | Igen            |            |
| 1992 | A Mikulás itt jár-kel a városban (Městem chodí Mikuláš)      | Igen    | Igen            |            |
| 2001 | Otec neznámý aneb Cesta do hlubin duše výstrojního náčelníka | Igen    |                 |            |
| 2002 | Kožené slunce                                                | Igen    |                 |            |
| 2003 | Cesta byla suchá, místy mokrá                                | Igen    | Igen            |            |

Tv-sorozatok
| Év   | Film                         | Rendező | Forgatókönyvíró | Megjegyzés                       |
| ---- | ---------------------------- | ------- | --------------- | -------------------------------- |
| 1973 | CBS Children's Film Festival | Igen    |                 | egy epizód, Jumping Over Puddles |
| 1985 | Vlak dětství a naděje        | Igen    | Igen            | hat epizód / egy epizód          |
| 1994 | Prima sezóna                 | Igen    | Igen            | öt epizód                        |
| 1998 | Tři králové                  | Igen    | Igen            | hét epizód                       |

Dokumentumfilmek
| Év   | Film                                 | Rendező | Forgatókönyvíró | Megjegyzés |
| ---- | ------------------------------------ | ------- | --------------- | ---------- |
| 1950 | Není stále zamračeno                 | Igen    | Igen            |            |
| 1950 | Věděli si rady                       | Igen    |                 | rövidfilm  |
| 1951 | Za život radostný                    | Igen    | Igen            | rövidfilm  |
| 1953 | Neobyčejná léta                      | Igen    | Igen            |            |
| 1953 | Lidé jednoho srdce                   | Igen    |                 | rövidfilm  |
| 1953 | Na stráži                            | Igen    |                 |            |
| 1954 | Stará čínská opera                   | Igen    |                 | rövidfilm  |
| 1954 | Z čínského zápisníku                 | Igen    |                 | rövidfilm  |
| 1956 | Křivé zrcadlo                        | Igen    | Igen            | rövidfilm  |
| 1957 | Mistrovství světa leteckých modelářů | Igen    | Igen            | rövidfilm  |
| 1957 | Pokušení                             | Igen    | Igen            | rövidfilm  |
| 1958 | Město má svou tvář                   | Igen    | Igen            | rövidfilm  |
| 1958 | MěČtyřikrát o Bulharsku              | Igen    | Igen            | rövidfilm  |
| 1973 | Legenda                              | Igen    |                 |            |
| 1975 | Bratři                               | Igen    |                 | rövidfilm  |

### Színészként
- Éljen a köztársaság! (Ať žije republika) (1965)
- Hajmeresztő hajnövesztő (Rozpuštěný a vypuštěný) (1985)
- Nejistá sezóna (1988)
- Általános iskola (Obecná škola) (1991)

## Díjak és jelölések
- Bécsi Nemzetközi Filmfesztivál (Viennale)
  - 1994 díj: legjobb film, Az utolsó pillangó (Poslední motýl), Steven North producerrel közösen
- Cannes-i Nemzetközi Filmfesztivál
  - 1990 jelölés: legjobb film, A fül (Ucho)
- Chicagó-i Nemzetközi Filmfesztivál
  - 1994 jelölés: legjobb film, A tehén – Egy kalandos hétköznapi élet (Kráva)
- Cseh Oroszlán
  - 1996 díj: életműdíj
  - 2000 jelölés: legjobb film, Hanele
  - 2000 jelölés: legjobb rendezés, Hanele
- Karlovy Vary-i Nemzetközi Filmfesztivál
  - 1966 jelölés: legjobb film, Szekérrel Bécsbe (Kočár do Vídně)
  - 1999 díj: különdíj
- Locarnói Nemzetközi Filmfesztivál
  - 1964 díj: legjobb első film, A magas fal (Vysoká zeď)
- Mar del Plata-i Filmfesztivál
  - 1962 díj: a zsűri különdíja, Trápení
  - 1962 jelölés: legjobb film, Trápení
  - 1964 díj: legjobb rendezés, Naděje
  - 1964 jelölés: legjobb film, Naděje
  - 1966 díj: legjobb film, Éljen a köztársaság! (Ať žije republika)
  - 1966 díj: a FIPRESCI díja, Éljen a köztársaság! (Ať žije republika)
- Moszkvai Nemzetközi Filmfesztivál
  - 1961 jelölés: legjobb film, Béklyók (Pouta)
  - 1987 jelölés: legjobb film, A gyönyörű őzek halála (Smrt krásných srnců)
- Pilseni Filmfesztivál
  - 1990 díj: legjobb film, A fül (Ucho)
  - 1994 díj: legjobb film, A tehén – Egy kalandos hétköznapi élet (Kráva)
  - 1996 díj: közönségdíj, Fany
- San Sebastián-i Nemzetközi Filmfesztivál
  - 1971 díj: legjobb rendezés, Ismét átugrom a pocsolyákat (Už zase skáču přes kaluže)
- Velencei Nemzetközi Filmfesztivál
  - 1967 jelölés: legjobb film, Noc nevěsty
- WorldFest-Houston Nemzetközi Filmfesztivál
  - 1994 díj: legjobb film, Az utolsó pillangó (Poslední motýl), Steven North producerrel közösen